# 纪尧姆·弗洛朗
纪尧姆·弗洛朗（法語：Guillaume Florent，1973年10月13日—），法国男子帆船运动员。他曾代表法国参加1996年、2004年和2008年夏季奥林匹克运动会帆船比赛，获得一枚铜牌。